# Siedlung Westhausen
Koordinaten: 50° 8′ N, 8° 37′ O
Westhausen ist eine als Kulturdenkmal ausgezeichnete Siedlung des Neuen Frankfurt im Stadtteil Praunheim.

## Geschichte

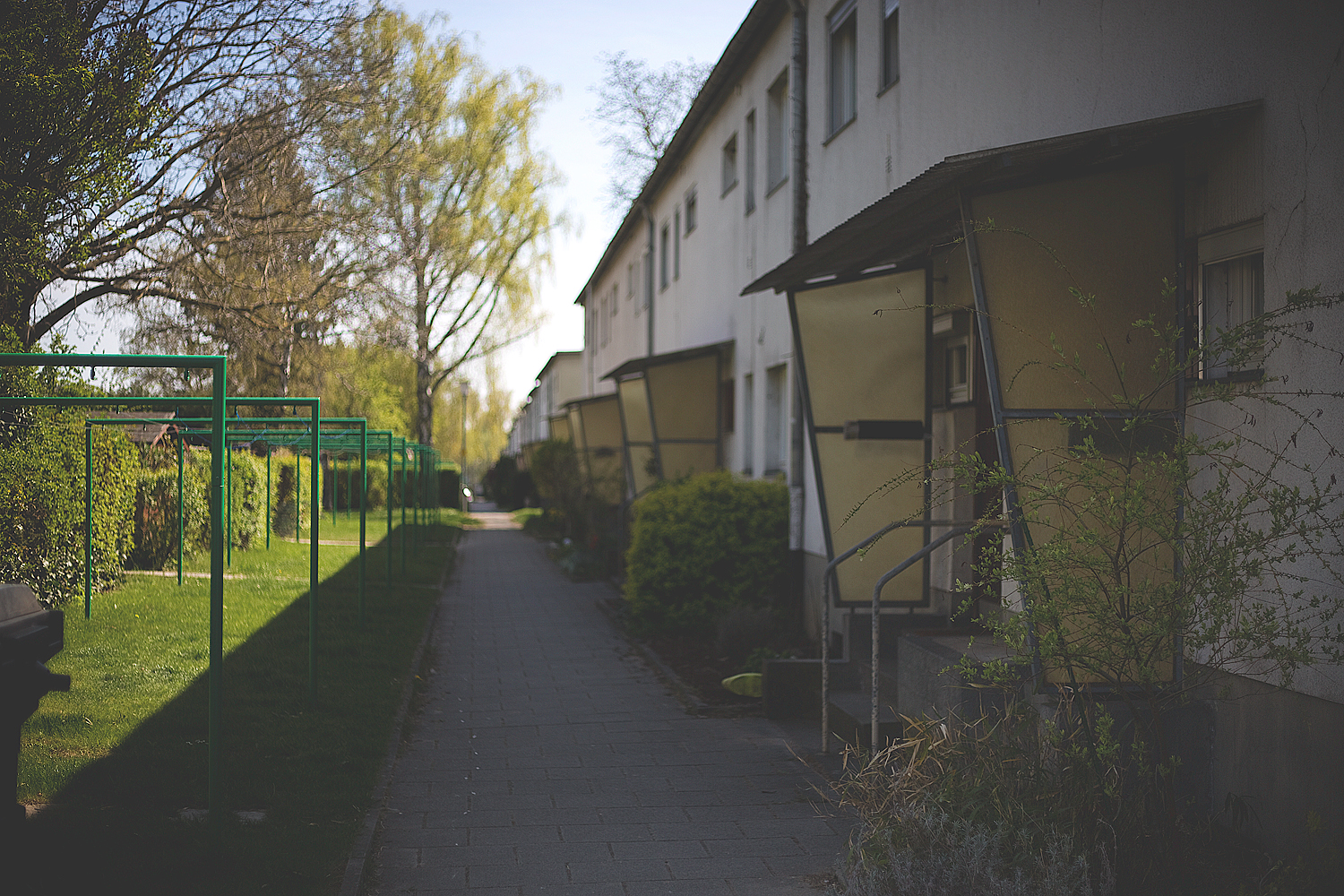
Wohnhaus-Reihe in der Egestraße

Die Siedlung Westhausen ist der letzte große Siedlungsbau des Neuen Frankfurt (1929–31). Sie umfasste bei Fertigstellung 1116 Mietwohnungen, davon 864 Zweieinhalb-Zimmer-Wohnungen mit 40 bis 42 m² (Reihenhäuser), 36 Dreieinhalb-Zimmer-Wohnungen mit 52 m² (Reihenhäuser) und 216 Drei-Zimmer-Wohnungen mit 47 m² (Laubenganghäuser). Alle Wohnungen waren mit einer Frankfurter Küche ausgestattet.
In den 60er, 80er und 90er Jahren entstanden noch vereinzelt Neubauten.

### Beteiligte Architekten
Ernst May war als Stadtbaurat für die Leitung des Wohnungsbauprogramms und die Erstellung des Generalbebauungsplans zuständig, wobei er unter anderem von Wolfgang Bangert, Eugen Blanck, Herbert Boehm und Eugen Kaufmann unterstützt wurde.
Die Laubenganghäuser wurden von den Architekten Eugen Blanck und Ferdinand Kramer entworfen.
Max Bromme war als Gartenbaudirektor der Stadt mit der Planung der Grünflächen betraut worden.

### Straßen
Wohnzeilen und Fahrstraßen sind orthogonal (horizontal zu vertikal) angeordnet. Bei der Anlage der Siedlung wurden die neu angelegten Straßen mit Buchstaben benannt (A – D). Das Kuriosum bestand jedoch nur kurz: Nach der Machtergreifung der Nationalsozialisten wurden alle Straßen nach Akteuren und Schauplätzen der deutschen Kolonialherrschaft in Afrika und Ozeanien umbenannt. Nach dem Zweiten Weltkrieg erhielten die Straßen auf Initiative von Bewohnern und Bewohnerinnen 1947 neue Namen, die an lokale Widerstandskämpfer und Verfolgte des Nationalsozialismus erinnern sollen.
| Heutiger Name (Namensgeber)     | Anlage | Urspr. Name                 | Zeit des Nationalsozialismus      |
| ------------------------------- | ------ | --------------------------- | --------------------------------- |
| Stephan-Heise-Straße            | 1929   | Straße A                    | Lettow-Vorbeck-Straße (1933–1947) |
| Johanna-Kirchner-Straße         | 1929   | Straße B                    | Samoa-Weg (1933–1947)             |
| Geschwister-Scholl-Straße       | 1929   | Straße C                    | Neuguinea-Weg (1933–1947)         |
| Egestraße (Albrecht Ege)        | 1929   | Straße D                    | Togo-Weg (1933–1947)              |
| Ludwig-Landmann-Straße          | 1929   | Hindenburgstraße (bis 1947) | Hindenburgstraße (bis 1947)       |
| Kollwitzstraße (Käthe Kollwitz) | 1930   | Kollwitzstraße              | Tangastraße (1935–1945)           |
| Westring                        | …      | Westring                    | keine Umbenennung                 |
| Zillestraße (Heinrich Zille)    | …      | Zillestraße                 | keine Umbenennung                 |

## Lage und Infrastruktur

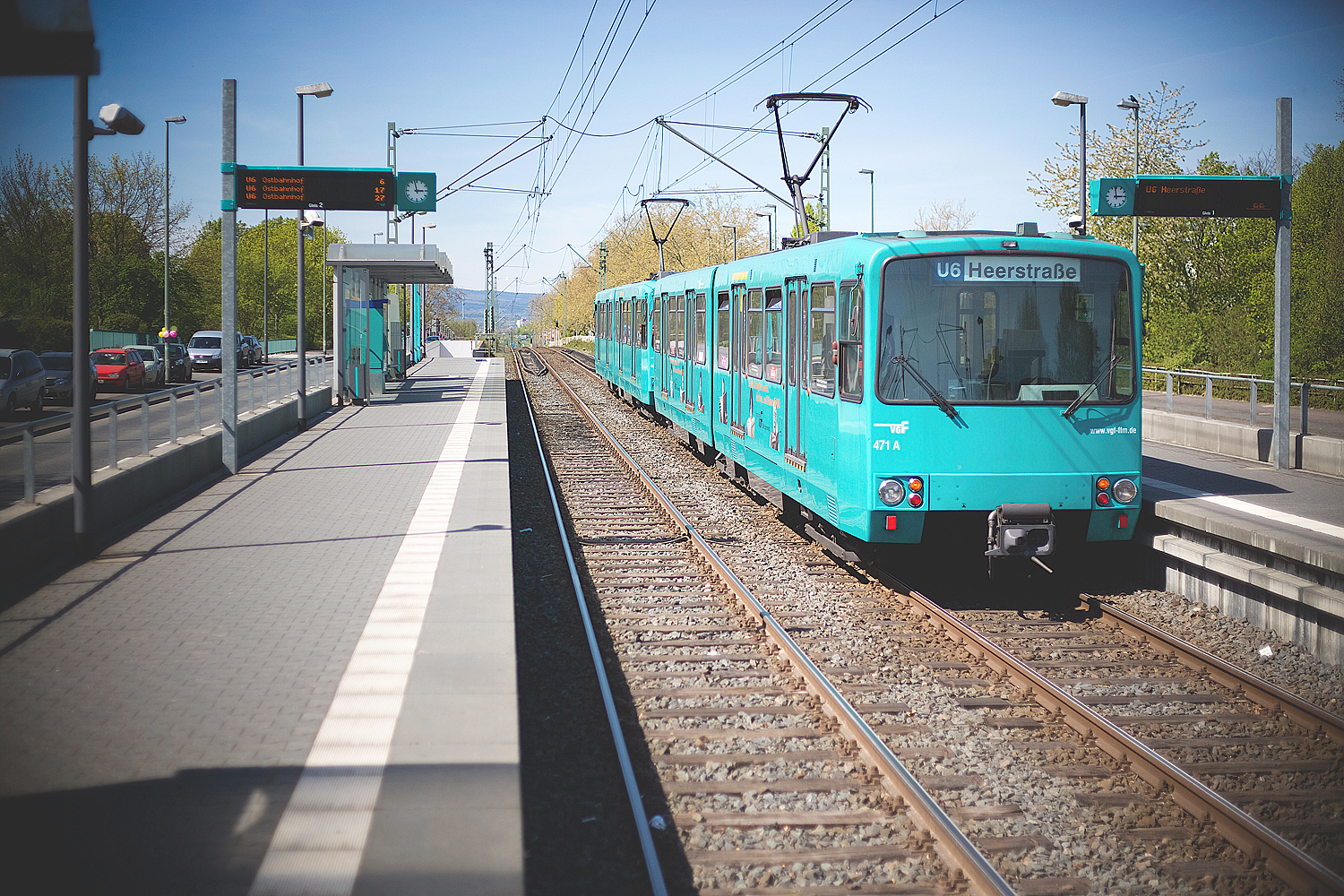
U-Bahn Haltestelle „Friedhof Westhausen“ im Stadtteil Praunheim

Westhausen grenzt südlich direkt an die A66. Im Osten verläuft die Ludwig-Landmann-Straße, eine Ein- und Ausfallstraße, zwischen deren Richtungsfahrbahnen die U-Bahn-Linie 7 verkehrt. Die Siedlung wird dort durch zwei Stadtbahnstationen erschlossen. Im Norden befindet sich einer der größten Friedhöfe Frankfurts, der Friedhof Westhausen. Er ist außerdem einer von vier Ehrenfriedhöfen für italienische Kriegsopfer in Deutschland.
Westlich wird die Siedlung durch die Bahnstrecke der Homburger Bahn begrenzt, die dort jedoch noch keinen Haltepunkt besitzt.
Die Kollwitzstraße, die am westlichen Rand des ursprünglichen Wohngebiets parallel zur Ludwig-Landmann-Straße verläuft, bildet das Zentrum der Siedlung. Dort sind alle öffentlichen Einrichtungen angesiedelt. Mit der Europaschule Liebigschule, dem Gymnasium Westhausen und dem Lycée français Victor Hugo, einer französischen Schule, die nach dem Schriftsteller Victor Hugo benannt ist, verfügt die Siedlung über drei Gymnasien. Außerdem befinden sich in der Kollwitzstraße die evangelische Gemeinde, ein Kindergarten und ein Parkhaus, das aufgrund von Parkplatzmangel in den engen Straßen errichtet worden ist. Westhausen hat keine eigene Grundschule, sondern liegt im Schulbezirk der Ebelfeldschule, die sich in der benachbarten Siedlung Praunheim befindet. Des Weiteren verfügt Westhausen über einen Jugendtreff und einen Kleingärtnerverein.